# Lago Guacho Superior
Lago Guacho Superior är en sjö i Argentina.   Den ligger i provinsen Chubut, i den sydvästra delen av landet, 1 500 km sydväst om huvudstaden Buenos Aires. Lago Guacho Superior ligger 1 165 meter över havet. Arean är 0,32 kvadratkilometer. Den ligger vid sjön Lago Guacho. Den sträcker sig 0,8 kilometer i nord-sydlig riktning, och 1,1 kilometer i öst-västlig riktning.
I omgivningarna runt Lago Guacho Superior växer i huvudsak blandskog. Trakten runt Lago Guacho Superior är nära nog obefolkad, med mindre än två invånare per kvadratkilometer.